# Children's Online Privacy Protection Act
De Children's Online Privacy Protection Act (vrij vertaald: Wet voor de bescherming van privacy van kinderen op internet), afkorting COPPA is een Amerikaanse wet die de privacy op internet garandeert van kinderen onder de dertien jaar. De wet wordt gehandhaafd door de Federal Trade Commission FTC), de Amerikaanse organisatie voor bescherming van consumenten.
De wet geldt bijvoorbeeld ook voor Nederlandstalige content gemaakt door en gericht op Nederlanders, als dat gaat via een Amerikaanse website zoals YouTube.

## Toepassingsgebied
De volgende typen websites en via het internet aangeboden services moeten voldoen aan de COPPA-wet:
- Websites en services die persoonlijke informatie van bezoekers verzamelen zoals naam- en adresgegevens en die, te oordelen naar de inhoud en/of opmaak, kennelijk specifiek gericht zijn op kinderen onder de dertien jaar.
- Websites en services die persoonlijke informatie van bezoekers verzamelen zoals naam- en adresgegevens en die gericht zijn op een algemeen publiek, waarvan in redelijkheid kan worden aangenomen dat een groot gedeelte van de bezoekers bestaat uit kinderen onder de dertien jaar.

## Inhoud
De COPPA-wet bepaalt dat er op de website een privacyverklaring aanwezig moet zijn waarin op een duidelijke en ondubbelzinnige manier de volgende zaken aangegeven zijn:
- De namen en contactgegevens van alle voor de betreffende website verantwoordelijke beheerders.
- Welke informatie er precies verzameld wordt van bezoekers en of dat op een actieve of een passieve manier gebeurt (bijvoorbeeld met cookies)
- Met welk doel de persoonlijke informatie verzameld wordt
- Of de persoonlijke informatie vrijgegeven wordt aan derden, en zo ja, met welk type zaken die derden zich bezighouden en of zij hebben toegezegd de vertrouwelijkheid van die informatie te zullen beschermen
- Dat ouders de mogelijkheid hebben om in te stemmen met het verzamelen van persoonlijke informatie over hun kind zonder in te stemmen met het vrijgeven van die informatie aan derden.
- Dat een beheerder niet meer persoonlijke informatie van het kind verzamelt dan redelijkerwijs noodzakelijk is voor deelname aan de betreffende website of service.
- Dat ouders te allen tijde het recht hebben de over hun kind verzamelde informatie in te zien, dat die informatie op hun verzoek onmiddellijk verwijderd zal worden en dat zij toestemming voor het verder verzamelen van informatie kunnen weigeren. De verklaring dient ook informatie te verstrekken over de in dat geval te volgen procedure.